# Peppe Lanzetta
Peppe Lanzetta, aussi connu comme Beppe Lanzetta et Giuseppe Lanzetta, né le 6 février 1956 à Naples (Italie), est un dramaturge, acteur, scénariste, réalisateur et écrivain italien.

## Filmographie

### Comme acteur

#### Au cinéma
- 1985 : Blues metropolitano de Salvatore Piscicelli : Mimmo  (comme Giuseppe Lanzetta)
- 1986 : Le Maître de la camorra : le clown des rafraîchissements  (comme Beppe Lanzetta)
- 1986 : Grandi magazzini : Giuseppe
- 1986 : Il burbero de Castellano et Pipolo : Malfattore
- 1988 : 32 dicembre (it) de Luciano De Crescenzo : le fabricant de feux (segment « I penultimi fuochi », comme Giuseppe Lanzetta)
- 1989 : Francesco de Liliana Cavani : dans la prison de Pérouse (comme Giuseppe Lanzetta)
- 1989 : Scugnizzi : Mr. Lanzetta
- 1995 : L'Amour meurtri : Antonio Polledro, fils de 'Caserta'
- 1998 : Théâtre de guerre (Teatro di guerra) : Silvano
- 1999 : Tifosi (it) de Neri Parenti : Barracuda
- 1999 : Non lo sappiamo ancora (it) de Lino D'Angiò, Alan De Luca et Stefano Bambini
- 2000 : Scarlet Diva : Maurizio  (non crédité)
- 2000 : Aitanic (it) de Nino D'Angelo
- 2001 : L'Homme en plus : Salvatore
- 2003 : Gli indesiderabili (it) de Pasquale Scimeca : Saver Li Fonzi
- 2005 : Les Enfants invisibles : l'acheteur de montre volée (segment « Ciro »)
- 2008 : Marcello Marcello : Rozzani
- 2013 : Casse à l'italienne (it) (Take Five) de Guido Lombardi : O Sciomèn
- 2015 : Le stravaganze del conte : Domenico Cimarosa (court métrage, aussi scénariste et réalisateur)
- 2015 : 007 Spectre : Lorenzo
- 2017 : Due soldati de Marco Tullio Giordana
- 2021 : Benvenuti in casa Esposito (it) de Gianluca Ansanelli : Don Raffaele
- 2022 : La cura (it) de Francesco Patierno (le scénario du film est inspiré du roman La Peste d'Albert Camus[2])
- 2024 : Parthenope de Paolo Sorrentino

#### À la télévision
- 2006 : Crimini (it) (série télévisée, 1 épisode)
- 2008 : 'O professore (it) : O' Pescecane (téléfilm)
- 2009 : Squadra antimafia - Palermo oggi (it) : Michele Lopane (série télévisée, 4 épisodes)
- 2017 : I bastardi di Pizzofalcone (it) : boss Castrovetere (série télévisée, 1 épisode)
- 2021 : Mina Settembre (it) : Michele Coppola (série télévisée)
- 2021 : Il commissario Ricciardi (it) : Don Antonio Manzi (série télévisée, 1 épisode)

### Autres
- 2009 : Napoli, Napoli, Napoli (scénario)
- 2015 : Le stravaganze del conte (court métrage ; scénario et réalisation)

## Récompenses et distinctions
- (en) Peppe Lanzetta: Awards, sur l'Internet Movie Database